# بوگدانچووتسی
بوگدانچووتسی (به بلغاری: Bogdanchovtsi) یک منطقهٔ مسکونی در بلغارستان است که در شهرستان گابروو واقع شده‌است.